# Lombhullás (film)

A Lombhullás szovjet-grúz filmszatíra, Otar Ioseliani második játékfilmje, amelyet 1966-ban forgattak. A film 1969-ben Párizsban megkapta a Georges Sadoul-díjat. A filmet a szovjet kritikusok pásztázták. Szovjetellenes, grúzellenes röpiratnak hívták, amely a grúz hagyományokat, a borászatot és a mezőgazdaság egészét rágalmazta.

## Történet
A történet Tbilisziben játszódik. Nikót és Otart egy borkombinát pincészetéhez rendelik dolgozni. A karrierista Otar a kezdetektől azt az utat választja, hogy feletteseinek hízeleghessen. Vele ellentétben Niko nem tudja elfogadni, hogy magánszemélyek illegálisan kiszállítsák a bort a gyárból, és rossz minőségű bort palackozzanak helyette. Amikor azt tervezik, hogy az erjesztetlen  bort palackozzák eladásra, Niko zselatint tölt a teljes bortételbe, és tönkreteszi a nyerészkedő, ügyeskedő tolvajok számításait. A gyár vezetése felháborodik, de nem merik megbüntetni Nikót.

## Szereplők
- Ramaz Giorgobiani (Niko)
- Marina Karcivadze (Marina)
- Giorgi (Gogi) Harabadze (Otar)
- Dodo Abashidze (Rezo)
- Akaki Kvantaliani (Dávid)
- Alekszandre Omiadze (főborász)
- Buhuti Zakariadze (Ilo)
- Otar Zautasvili (Sota)
- Sota Dausvili (Nodar)
- Bahadur Culadze (Arcsil)
- Joszef (Soso) Gogichaisvili (Bondo)
- Ruszudan Kiknadze (Láli)
- Tengiz Dausvili
- A. Kacskacsisvili,
- Givi Berikashili
- Zurab Kafianidze
- Nodar Piranisvili
- Vahtang Tandilasvili
- Emanuil Aphaidze

## Visszajelzések  a film megjelenésének idejéből
- Natia Amiredzsibi filmtörténész, könyvet írt Otar Ioszelianiról, aki azt mondta, hogy a kormány természetesen megkezdte a háborút  a „Lombhullás” ellen... De nem szabad áthárítanunk a felelősséget azokra az emberekre, akik egyszerűen nem értették a filmet, ezért ingerülten és dühösen azonnal leveleket tettek közzé a szovjet grúz sajtóban.

„A film rendezője az ellenség szemével nézi életünket” – írták a korabeli újságok. – „A Lombhullás” című filmet el kell égetni, nyoma sem maradhat... Másik szerző ezt írta: "Ezt a filmet el kell távolítani a képernyőkről, meg kell semmisíteni"... Mindezek a kritikák a párt központi bizottságához kerültek, egy 120 oldalas könyv lett belőle, amelyet később kinyomtatottak.. – De ez megsemmisült, eltűnt.
- – Hihető, hogy a grúz emberek úgy élnek, ahogy a filmben bemutatják? "Ha hiszünk a forgatókönyvírónak és a rendezőnek, a gyárban mindenki – a rendezőtől a munkásokig – megtéved. Lehetséges, hogy ezt a helyzetet valamilyen konkrét tény diktálta a film szerzőinek, de vajon nem minden konkrét eset jellemző?"

- A "Lombhullás" azt állítja, hogy küzd az életünk észrevehető hiányosságainak megszüntetéséért. Ilyen a szerzők szubjektív törekvése, de nem akarják látni a nagy és napfényes világot ezen az árnyoldalon túl. A szerzők nem csak egy adott pincészetet igyekeznek bűnbarlangként bemutatni, hanem életünk minden részletét, minden aspektusát a lehető legsötétebb, feketére festik. Így csak csúfsággal állunk szemben, egy igazságtalansággal és mocsokkal teli élettel, ahol egy gyenge, tehetetlen fiút nevelnek a jó és a világosság képviseletére!... Ez a film ismét arról a rossz, káros útról beszél, amelyen fiatal alkotóink egy része nem kívánatos irányba halad.   Ez az irány idegen a szovjet művészettől, a szocialista realizmus hamis felfogásának mocsarába vezeti az alkotót, a lét felszínes tükröződése és a meztelen naturalizmus. (…) Műalkotás helyett valami füzetszerű füzetet kaptunk, aminek semmi köze az életünket tükröző igazi művészethez, és rosszat mond a film szerzőinek polgári lelkiismeretéről.”.